# Weserstraße 58/Wildenbruchstraße 87

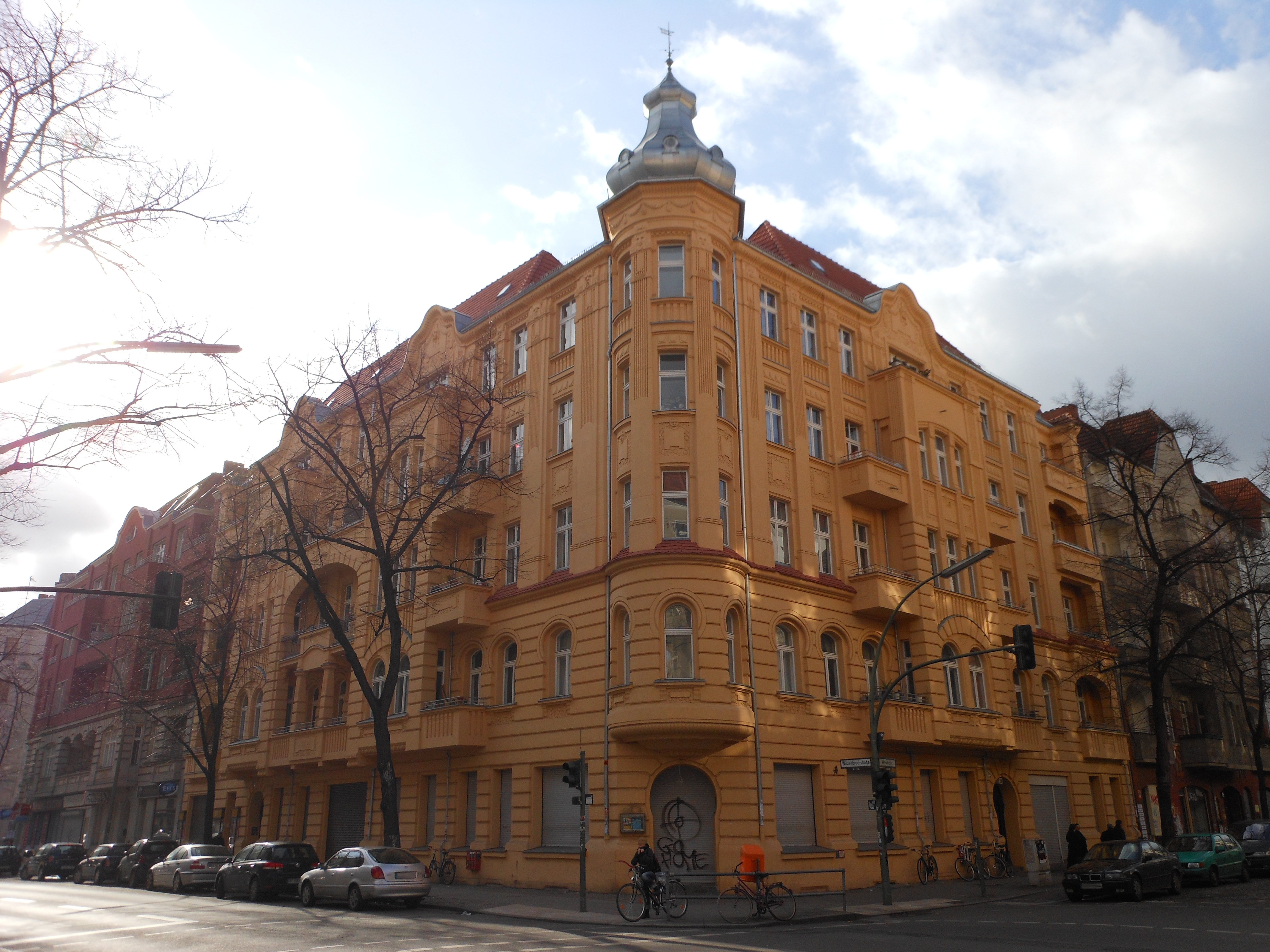
Mietshaus Weserstraße 58 Ecke Wildenbruchstraße 87

Das Mietshaus in der Weserstraße 58/Wildenbruchstraße 87 ist ein als Baudenkmal geschütztes Wohnhaus in Berlin-Neukölln. Es wurde in den Jahren 1903–1904 nach Entwürfen des Architekten Willy Kind erbaut. Zuständig für die Bauausführung war der Architekt Carl Paul.
Der stuckverzierte Bau erstreckt sich über vier Etagen und besitzt an der Ecke Weserstraße/Wildenbruchstraße einen Zwiebelturm-Erker.
Im Erdgeschoss befindet sich eine Eck-Kneipe.